# Babat (Legok)
Babat is een bestuurslaag in het regentschap Tangerang van de provincie Banten, Indonesië. Babat telt 6544 inwoners (volkstelling 2010).